# Institut Tenichev
L'Institut Tenichev (en russe : Тенишевское училище) est un établissement d'enseignement secondaire d'avant la révolution russe de 1905 à Saint-Pétersbourg dans l'Empire russe.

## Histoire

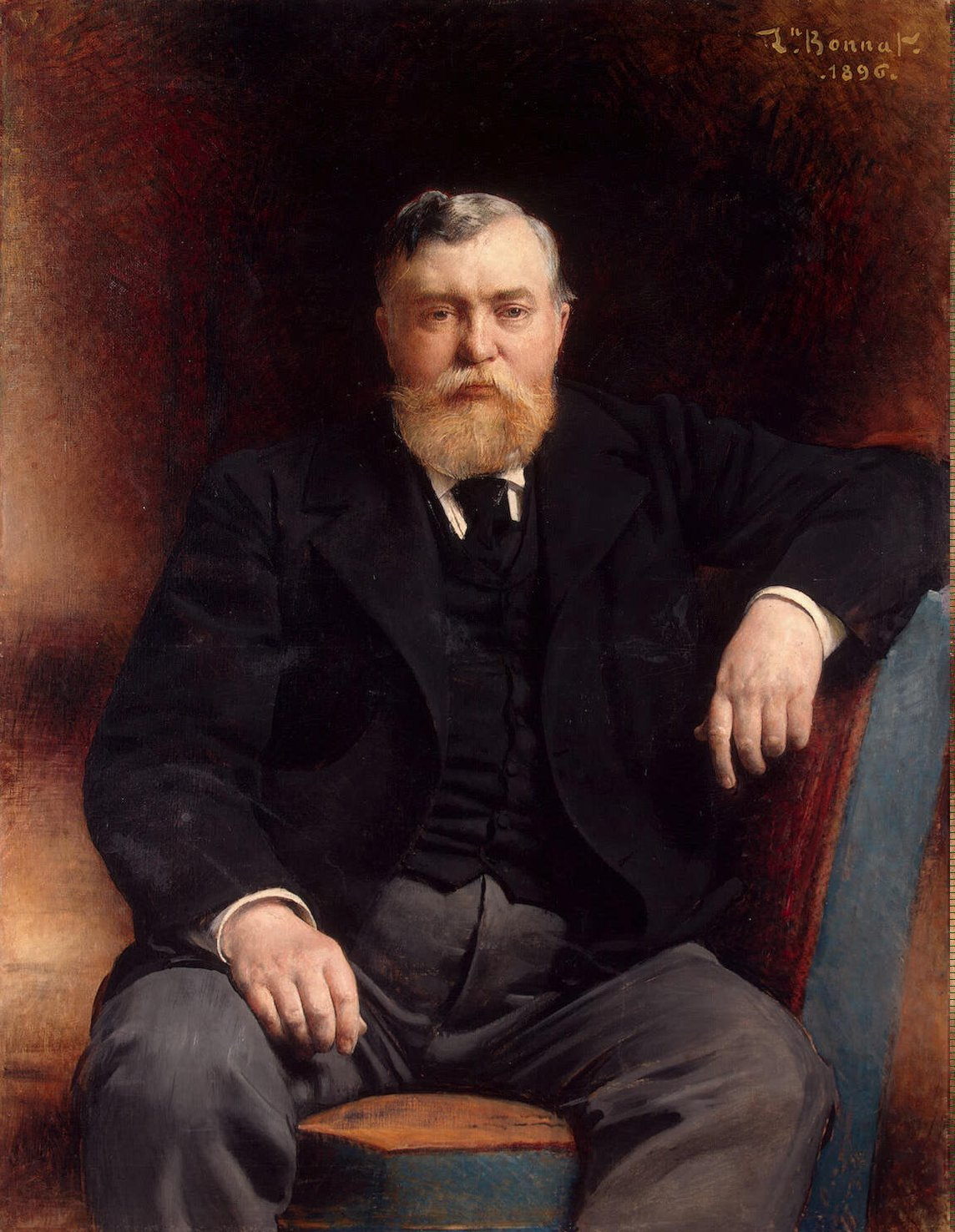
Léon Bonnat.
Portrait du prince V. Tenichev, 1896. Musée de l'Ermitage (Saint-Pétersbourg.)

L'école est organisée sur base d'une section d'enseignement secondaire comprenant 3 années d'enseignement général. Elle est fondée en 1898 par le prince Viatcheslav Tenichev (ru), et, en 1900, elle obtient le statut réservé à l'enseignement du commerce dans l'Empire russe.
À l'origine, l'école était située dans un immeuble d'habitation situé sur la perspective Zagoradov à Saint-Pétersbourg, mais, à partir de 1900, elle est installée dans un bâtiment construit sur des fonds alloués par le prince Tenichev dans la rue Mokhovaïa, no 33-35.
La formation durait 8 années (sept classes générales et une classe de spécialisation) et permettait d'obtenir un diplôme du niveau secondaire. Les cours généraux y étaient plus développés que dans les autres établissements. Parmi les matières spéciales, les élèves y étudiaient la comptabilité, l'arithmétique commerciale, la correspondance commerciale, le commerce, la géographie économique. Mais l'accent était aussi placé sur les sciences, sur les travaux de laboratoire et ce pendant les 8 années d'étude. Des cours pratiques de physique, de chimie, de géographie sont organisés et les méthodes d'excursions scolaires sont largement utilisées. L'institution disposait encore d'une serre et d'un observatoire. Par contre, la langue latine n'était pas enseignée et les élèves devaient se réunir à l'université pour l'apprendre, puis passer un examen dans leur district scolaire.
Rapidement, l'école s'est organisée sur base de périodes semestrielles. Les étudiants passaient dans la classe suivante non pas une fois par an, mais deux fois ; ce qui permettait aux enseignants de faire redoubler les élèves en retard non pas pour une année entière mais pour six mois seulement. Tout l'enseignement est basé sur le travail en classe et les travaux à domicile sont réduits. Le nombre d'élèves par classe ne dépasse pas 25. Des réunions avec les parents sont régulièrement organisées et ces derniers peuvent venir visiter les classes de cours.
Les étudiants de l'institut ont publié une revue en lithographie appelée Tenicheviets de 1914 à 1916 dont 8 numéros sont sortis. Dans la salle de concert de l'école, des spectacles sont organisés, des soirées Poésie actuelle et musique, des réunions diverses et des congrès.
La direction de l'école a été transférée au Commissariat du peuple à l'Éducation par décret du Soviet des commissaires du peuple du 5 juin 1918.
Le 29 novembre 1921, dans les locaux de la rue Mokhovaïa, a été transféré le théâtre des jeunes spectateurs (ru). Aujourd'hui, l'Institut d'État russe des arts de la scène occupe également les locaux.

## Professeurs réputés de l'Institut
Liste non exhaustive :
- Nikolaï Antsiferov (à partir de 1918)
- Vsevolod Vsevolodski-Gerngross
- Vladimir Hippius (littérature russe, directeur depuis le 26 juin 1917)
- Ivan Greaves

## Élèves réputés
« Finalement il y avait là de bons garçons. De la même chair, du même sang que les enfants dans les portraits de Serov »

avant 1917 (non exhaustif)
- Ossip Mandelstam (1907)
- Viktor Jirmounsky (1908)
- Boris Artzybasheff (1899-1965)
- Vladimir Nabokov (1899-1977)
- Iefim Tcheptsov (1874-1950)
- Grigori Rochal

après 1917
- Vladimir Salomonovitch Pozner (1905-1992)
- Lydia Tchoukovskaïa (1907-1996)